# ENMASA
ENMASA (Empresa Nacional de Motores de Aviación S.A.) fou el nom que li va donar l'Administració de l'Estat a l'antiga Elizalde, en ser nacionalitzada i passar sota el control de l'INI.

## Història
El 27 de desembre de 1951 es va firmar amb l'Estat espanyol la nacionalització de l'antiga Elizalde argüint raons de Defensa Nacional, per formar part de l'INI, i continuar construint motors d'aviació, amb les necessàries modernitzacions.
En aquest context es va continuar amb la fabricació i modernització dels motors Beta, Sirio, i Tigre, però també se'n van crear de nous com els Alción, Flecha, i es va obtenir la llicència de la casa francesa Turbomeca per fabricar els turboreactors Marboré II i el turbohèlix Artouste per fabricar el turboreactor Marboré M21 i el turbohèlix Artouste.
Això va comportar el trasllat de la fàbrica del Passeig de Sant Joan, al barri del Bon Pastor, que pertany al districte de Sant Andreu (Barcelona), al costat de les instal·lacions de La Maquinista Terrestre y Marítima, al carrer de Sant Adrià amb carrer de la Ciutat d'Asunción, i la creació d'una nova factoria a Torrejón de Ardoz.
Mentre que la fàbrica de Barcelona es dedicava, sobretot, a la fabricació de motors d'aviació, la segona era més aviat el lloc on s'acoblaven els motors als avions a què anaven destinats, o a manteniment de material aeronàutic.
El 1959, la fàbrica de Barcelona va ser adquirida per Mercedes-Benz, per fabricar primer motors estàtics i després furgonetes, i acabà en la societat MEVOSA. Mentre que la de Torrejón de Ardoz, s'incorporava en el grup CASA, i continuà en el manteniment de reactors.

## Motors d'aviació ENMASA
| Tipus       | Procedència | Potència   | Estat    |
| B-1/4       | Elizalde    | 775 CV     | Sèrie    |
| Tigre       | Elizalde    | 120/150 CV | Sèrie    |
| Sirio       | Elizalde    | 500 CV     | Sèrie    |
| Alción      | Pròpia      | 275 CV     | Sèrie    |
| Flecha      | Pròpia      | 95 CV      | Prototip |
| Marboré M21 | Turbomeca   | 400 kg     | Sèrie    |
| Artouste    | Turbomeca   | 400 CV     | Sèrie    |